# Klaus-Hinrich Müller
Klaus-Hinrich Müller (* 15. Dezember 1946) ist ein ehemaliger deutscher Fußballspieler.

## Leben
Torhüter Müller wechselte 1970 von Bad Oldesloe zum SC Concordia Hamburg. Ab 1971 spielte er beim HSV Barmbek-Uhlenhorst. Der als Konditor beruflich tätige Müller spielte für die Hamburger in der Regionalliga. Im Dezember 1972 traf der Mannschaft im DFB-Pokal auf den FC Bayern München und verlor im Olympiastadion mit 0:7. In der Regionalliga-Spielzeit 1973/74 erreichte er mit Barmbek-Uhlenhorst den fünften Rang in der Nordstaffel. Dadurch hatte er mit den Hamburgern einen Platz in der neugegründeten 2. Fußball-Bundesliga sicher. Müller kam im Verlauf der Saison auf 2790 Einsatzminuten.
Auch in die Zweitliga-Saison 1974/75 ging er als Stammtorwart der Hamburger, zog sich Ende September 1974 im Spiel gegen die SpVgg Erkenschwick einen Unterarmbruch zu und wurde vorerst von Peter Kilian ersetzt. Mitte Dezember 1974 kehrte Müller zwischen die Pfosten zurück. In einem Nachholspiel gegen Arminia Bielefeld im Dezember 1974 musste Müller sieben und Ende April 1975 im Spiel gegen den Stadtrivalen FC St. Pauli sechs Gegentore hinnehmen. Insgesamt wurde er in der Zweitligasaison 74/75 in 30 Spielen eingesetzt, stieg mit Barmbek-Uhlenhorst aber als Tabellenletzter (sechs Siege, acht Unentschieden, 24 Niederlagen) aus der 2. Bundesliga ab. Er blieb bei der Mannschaft und spielte mit ihr nach dem Abstieg in der Oberliga. Müller wechselte 1978 von Barmbek-Uhlenhorst zu TuRa Harksheide.